# 9-es metró (Párizs)
A párizsi 9-es metró Párizs egyik metróvonala, melynek első szakaszát 1922. november 8-án nyitották meg. A vonal összeköti nyugati Pont de Sèvres metrómegállót a  keleten található Mairie de Montreuil metrómegállóval.
A vonal hosszúsága 19,6 km és 37 állomás található rajta. Forgalma alapján a negyedik legforgalmasabb vonal a hálózatban.

## Története

### Eredete
A 9-es vonalat eredetileg a 2-es vonal (most 6-os vonal) ágaként tervezték Porte de Saint-Cloud és Trocadéro között. A CMP (Compagnie du chemin de fer métropolitain de Paris) azonban arra a következtetésre jutott, hogy ezt a szakaszt összekötik egy javasolttal, amelyet az Opera felé fognak építeni. Így jött létre a 9-es metró. Első szakaszát, Trocadéro és Exelmans között 1922. november 8-án nyitották meg.

### Építés és bővítések
Az eredeti szakaszok felépítése (valamint a République felé való kiterjesztése) nehézkesnek bizonyult a lakosság ellenállása, valamint az alagutak fölötti instabil talaj miatt. A vonal építésének támogatását elérni nagyon nehéz volt, mivel a különböző szervezetek szerint ezt nem tudják majd kormányzati előírások szerint megépíteni és működtetni. Ezen túlmenően az instabil talaj több alagút-szakasz összeomlásához vezetett. A kétszintes alagút, amely a Richelieu - Drouot és a République állomások között helyezkedik el (és a 9-es vonalat hordozza az alsó szinten, míg a 8-as vonal a felső szinten van). Különösen nagy problémát okozott a Grand Boulevards instabil talaja. Ennek eredményeképpen ezt a szakaszt központi pillérekkel kellett megerősíteni.
Az első bővítése a külváros, Pont de Sèvres felé 1934. február 3-án nyílt meg. A következő, Mairie de Montreuil felé 1937. október 14-én nyílt meg. Azóta csak kisebb változások történtek a vonal infrastruktúrájában.

### Kronológia
- 1922. november 8.:  Megnyílik a vonal első szakasza Exelmans és Trocadéro között a 16. kerület-ben;
- 1923. május 27.:  A vonalat Trocadéro-tól Saint Augustinig bővítik;
- 1923. június 3.:  A vonalat Saint Augustintól Chaussée d'Antinig bővítik ki;
- 1923. szeptember 29.:  A vonalat Exelmans-tól délre a Porte de St-Cloudig vezetik;
- 1928. június 30.:  A vonalat a Chaussée d'Antin-től Richelieu-Drouot-ig bővítik ki;
- 1933. december 10.:  A vonalat Richelieu-Drouot-tól Porte de Montreuil-ig hosszabbítják;
- 1933. február 3.:  A vonalat a Porte de St-Cloud-tól Pont de Sèvres-re bővítik;
- 1937. október 14.:  A vonalat Porte de Montreuil-től Mairie de Montreuil-ig terjesztették ki;
- 1939. szeptember 2.:  A második világháború kitörésekor megszüntetik a Saint-Martin állomást. Az állomás soha nem nyílt meg újra, a Strasbourg állomáshoz való közelsége miatt;
- 2013. október 21.:  Elkezdődött az MF 67 fokozatos lecserélése MF 01 vonatokra;
- 2016. december 14.:  az MF 67-es szerelvény utolsó napja a vonalon, mielőtt áthelyezik a 12-es vonalra.

## Járművek
A 9-es vonalon MF 01 sorozatú szerelvények közlekednek öt kocsival. Ezt megelőzően itt közlekedtek utoljára a háború előtti Sprague-Thomson-vonatok, amelyeket 1983. április 16-án vontak ki a szolgálatból. 2011. február 9-én az STIF bejelentette, hogy 66 új MF 01 sorozatú metrószerelvényt szerez be. A 330 millió eurós megrendelés leszállítása 2013 júniusában kezdődött és 2016-ig folytatódott a 9-es vonal összes szerelvényeinek lecserélése. Az utolsó MF67-es szerelvényt 2016. november 28-án vonták ki a szolgálatból. 2013. október 21-én az első MF 01-es szerelvény próbajáratot kezdett a 9-es vonalon, miután a június-szeptember között az 5-ös vonalon közlekedett. Mivel az Auteuil-kocsiszín, amely a 9-es és 10-es vonal szerelvényeit tartotta karban, nem volt alkalmas az MF 01-es járművek karbantartására, így a nagyobb karbantartási munkákat a Bobigny-kocsiszínben, az 5-ös vonal mentén végzik.

## Turizmus
A 9-es metróval több ismert helyet lehet elérni:
- Parc des Princes football stadion (A Paris Saint-Germain hazai pályája);
- Trocadéro park, szép kilátás az Eiffel-toronyra;
- Champs-Elysées sugárút;
- Place Saint-Augustin (Szent Ágoston tér);
- Place de la République (Köztársaság tér);
- Place de la Nation (A nemzet tere).

## Galéria

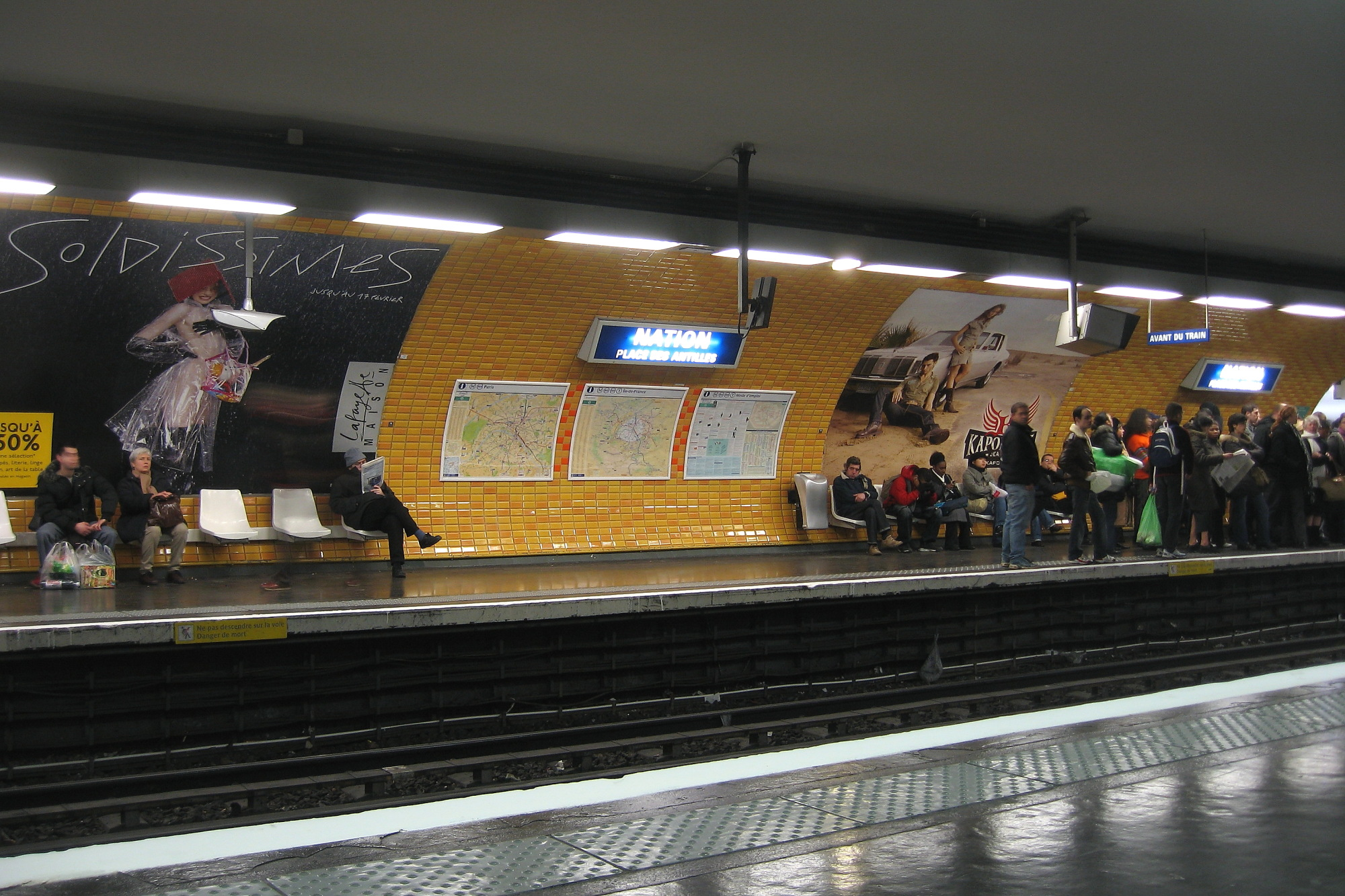
Nation
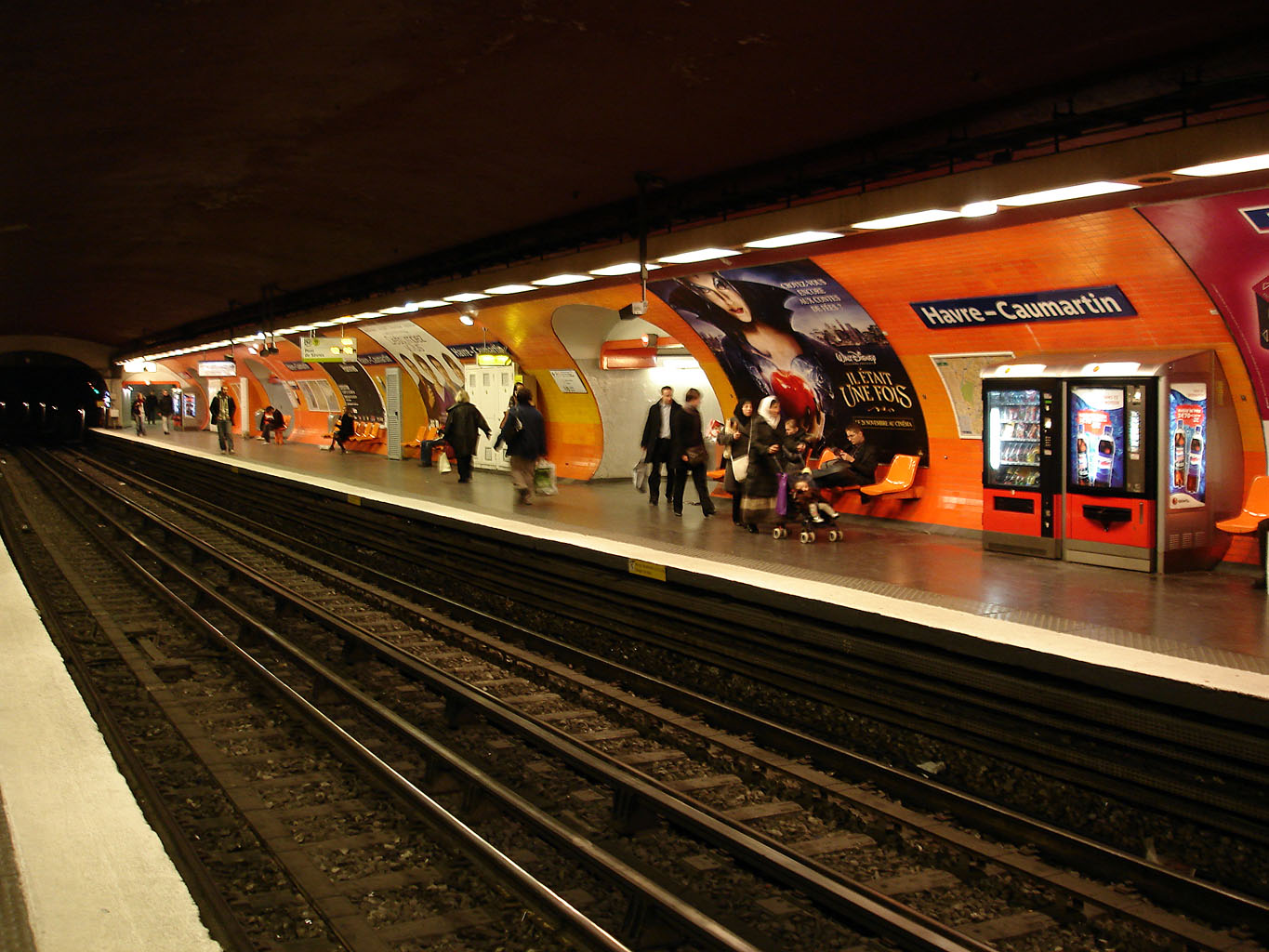
Havre – Caumartin
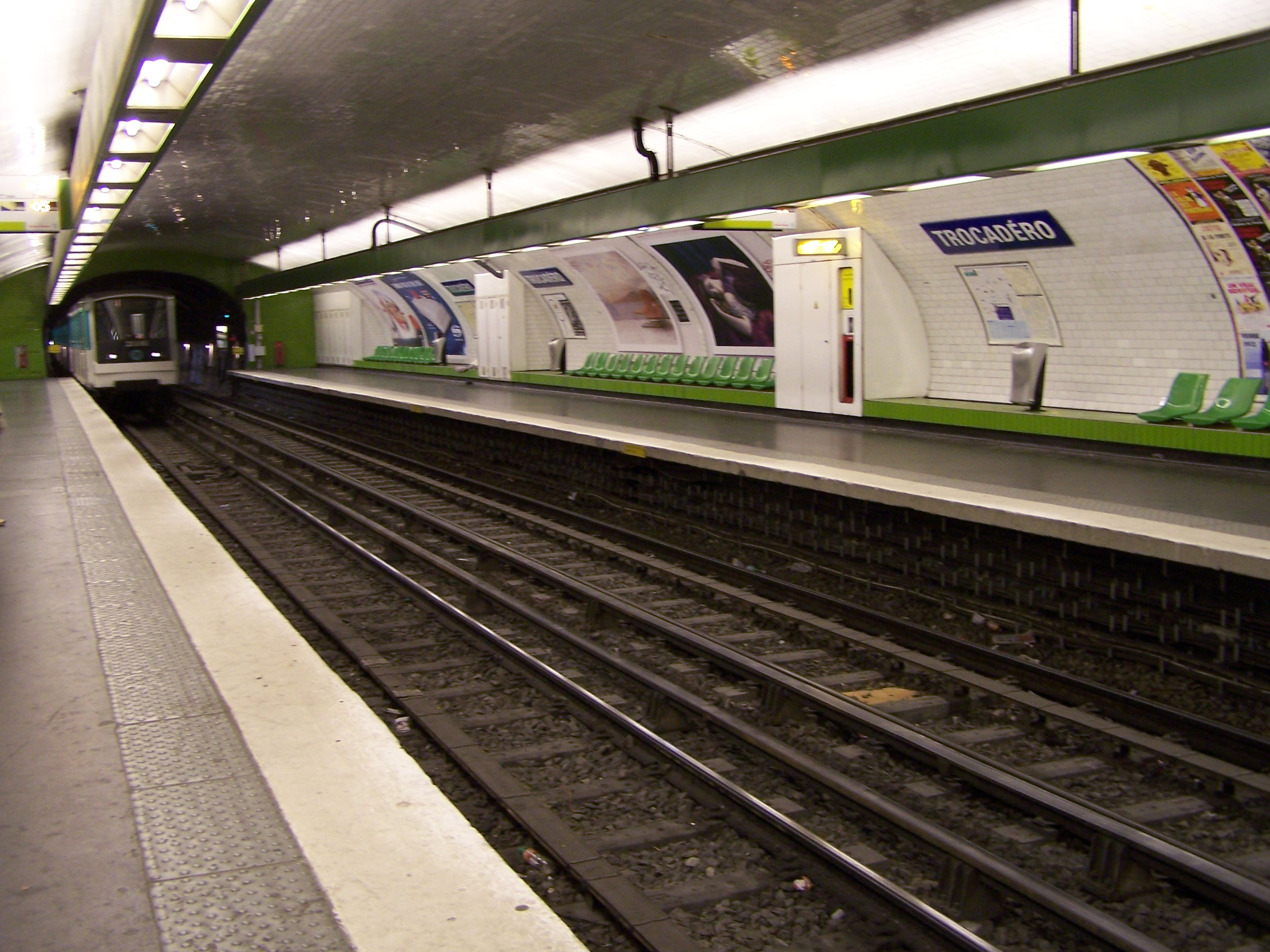
Trocadéro
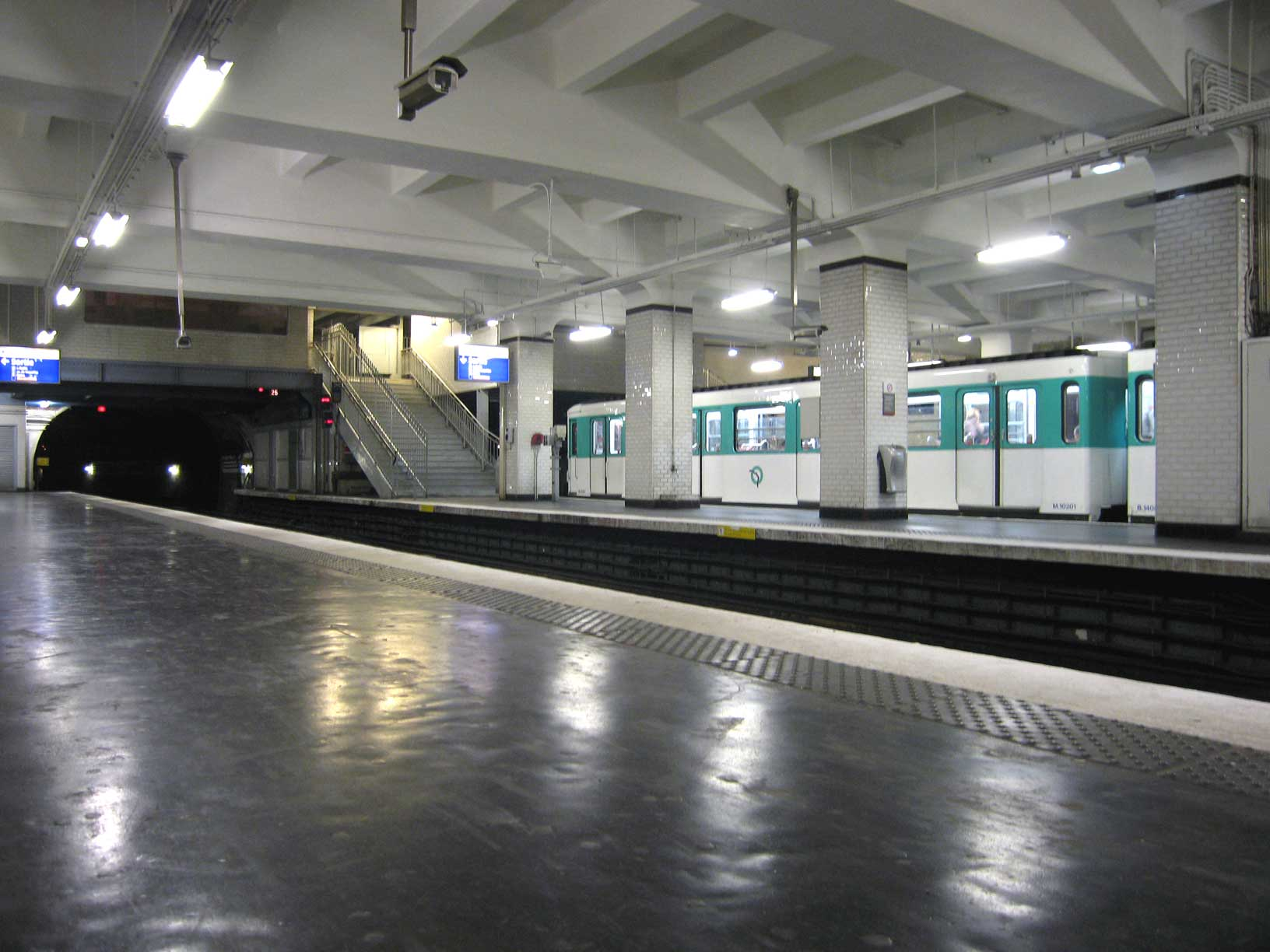
Porte de Saint-Cloud